# Ménil-sur-Saulx
Ménil-sur-Saulx település Franciaországban, Meuse megyében. Lakosainak száma 245 fő (2022. január 1.). Ménil-sur-Saulx Le Bouchon-sur-Saulx, Dammarie-sur-Saulx, Fouchères-aux-Bois, Juvigny-en-Perthois, Nant-le-Petit és Stainville községekkel határos.

## Népesség
A település népességének változása:
| Lakosok száma | 274  | 213  | 216  | 260  | 279  | 271  | 256  | 252  | 250  | 245  |
|               | 1968 | 1982 | 1990 | 2006 | 2013 | 2015 | 2017 | 2019 | 2020 | 2022 |